# تفجير السفارة الصينية في بيشكك
في 30 أغسطس 2016، اصطدمت سيارة مفخخة ببوابات السفارة الصينية في بيشكك في قيرغيزستان، وانفجرت، وقُتل سائق السيارة؛ وأصيب ثلاثة من موظفي السفارة.

## التفاصيل
وكان منفذ التفجير هو الوفاة الوحيدة في الهجوم، وأصيب ثلاثة من موظفي قيرغيزستان. اتهمت الحكومة الصينية الحزب الإسلامي التركستاني في سوريا والمتحالف مع جبهة النصرة في تفجير سفارة قرغيزستان الصينية. ووجهت وكالة حكومية قيرغيزستان أصابع الاتهام لهم أيضًا.